# Cobblers Brook
De Cobblers Brook is een 6 km lange beek in de Canadese provincie Newfoundland en Labrador. Ze bevindt zich in het Nationaal Park Terra Nova, in het oosten van het eiland Newfoundland.

## Geografie
De Cobblers Brook bevindt zich in het zuiden van het nationaal park. Ze ontstaat als uitstroom van een naamloos meertje op zo'n 120 m boven zeeniveau. Ze stroomt van daaruit in oostelijke richting naar de Clode Sound, een tientallen kilometers lange zeearm die tot diep in het park reikt.
Zo'n halve kilometer voor haar monding gaat de Cobblers Brook onderdoor de Trans-Canada Highway, op de plaats waar ze door een andere grote beek aangevuld wordt.
De beek stroomt over heel haar loop in bosgebied, dat bestaat uit Amerikaanse ratelpopulieren, balsemzilversparren, zwarte sparren en lorken. De stroming op de Cobblers Brook sleurt relatief grote hoeveelheden zand en grind mee naar zee, waardoor er aan de monding in de Clode Sound een schoorwal is ontstaan.

## Stopplaats
De Cobblers Brook geniet vooral naamsbekendheid vanwege de gelijknamige stopplaats voor parkbezoekers langs de Trans-Canada Highway. Deze bestaat al sinds 1960 en is voorzien van picknicktafels, een paar overdekte buitenkeukens, enkele hurktoiletten, drinkwaterkraantjes en een paadje dat naar de kust leidt. De naam van het Cobblers Brook Day Use Area is echter licht misleidend daar deze zich op 2 km van de gelijknamige beek bevindt.  